# Kanton Faverges-Seythenex
Der Kanton Faverges-Seythenex (früher Faverges) ist seit 1860 ein französischer Wahlkreis im Département Haute-Savoie in der Region Auvergne-Rhône-Alpes. Er umfasst 24 Gemeinden aus den Arrondissements Annecy und Bonneville, sein Hauptort (frz.: bureau centralisateur) ist Faverges-Seythenex. Im Rahmen der landesweiten Neuordnung der französischen Kantone wurde er im Frühjahr 2015 erheblich erweitert.

## Gemeinden
Der Kanton besteht aus 23 Gemeinden mit insgesamt 40.583 Einwohnern (Stand: 2022) auf einer Gesamtfläche von 553,58 km²:
| Gemeinde                  | Einwohner 1. Januar 2022 | Fläche km² | Dichte Einw./km² | Code INSEE | Postleitzahl | Arrondissement |
| ------------------------- | ------------------------ | ---------- | ---------------- | ---------- | ------------ | -------------- |
| Alex                      | 1.125                    | 17,02      | 66               | 74003      | 74290        | Annecy         |
| Bluffy                    | 398                      | 3,74       | 106              | 74036      | 74290        | Annecy         |
| Chevaline                 | 182                      | 14,16      | 13               | 74072      | 74210        | Annecy         |
| Dingy-Saint-Clair         | 1.459                    | 34,12      | 43               | 74102      | 74230        | Annecy         |
| Doussard                  | 3.688                    | 20,14      | 183              | 74104      | 74210        | Annecy         |
| Faverges-Seythenex        | 7.540                    | 59,27      | 127              | 74123      | 74210        | Annecy         |
| Giez                      | 569                      | 12,65      | 45               | 74135      | 74210        | Annecy         |
| La Balme-de-Thuy          | 457                      | 17,79      | 26               | 74027      | 74230        | Annecy         |
| La Clusaz                 | 1.663                    | 40,62      | 41               | 74080      | 74220        | Annecy         |
| Lathuile                  | 1.076                    | 8,76       | 123              | 74147      | 74210        | Annecy         |
| Le Bouchet-Mont-Charvin   | 249                      | 18,52      | 13               | 74045      | 74230        | Annecy         |
| Le Grand-Bornand          | 2.054                    | 61,42      | 33               | 74136      | 74450        | Annecy         |
| Les Clefs                 | 704                      | 18,47      | 38               | 74079      | 74230        | Annecy         |
| Les Villards-sur-Thônes   | 1.121                    | 13,32      | 84               | 74302      | 74230        | Annecy         |
| Manigod                   | 1.006                    | 44,12      | 23               | 74160      | 74230        | Annecy         |
| Menthon-Saint-Bernard     | 1.889                    | 4,51       | 419              | 74176      | 74290        | Annecy         |
| Saint-Ferréol             | 882                      | 16,79      | 53               | 74234      | 74210        | Annecy         |
| Saint-Jean-de-Sixt        | 1.500                    | 12,21      | 123              | 74239      | 74450        | Annecy         |
| Serraval                  | 745                      | 19,73      | 38               | 74265      | 74230        | Annecy         |
| Talloires-Montmin         | 1.913                    | 36,98      | 52               | 74275      | 74290        | Annecy         |
| Thônes                    | 6.654                    | 52,33      | 127              | 74280      | 74230        | Annecy         |
| Val de Chaise             | 1.401                    | 18,70      | 75               | 74167      | 74230        | Annecy         |
| Veyrier-du-Lac            | 2.308                    | 8,21       | 281              | 74299      | 74290        | Annecy         |
| Kanton Faverges-Seythenex | 40.583                   | 553,58     | 73               | 7408       | –            | –              |

Bis zur landesweiten Neuordnung der französischen Kantone im März 2015 gehörten zum Kanton Faverges-Seythenex die zehn Gemeinden Chevaline, Cons-Sainte-Colombe, Doussard, Faverges, Giez, Lathuile, Marlens, Montmin, Saint-Ferréol und Seythenex. Sein Zuschnitt entsprach einer Fläche von 166,76 km2. Er besaß vor 2015 einen anderen INSEE-Code als heute, nämlich 7414.

## Veränderungen im Gemeindebestand seit der landesweiten Neuordnung der Kantone
2019:
- Fusion Entremont und Le Petit-Bornand-les-Glières (Kanton Bonneville) → Glières-Val-de-Borne

2016: 
- Fusion Faverges und Seythenex → Faverges-Seythenex
- Fusion Cons-Sainte-Colombe und Marlens → Val de Chaise
- Fusion Montmin und Talloires → Talloires-Montmin

## Politik
| Vertreter im Departementrat | Vertreter im Departementrat | Vertreter im Departementrat |
| Amtszeit                    | Namen                       | Partei                      |
| --------------------------- | --------------------------- | --------------------------- |
| 1992–2015                   | Pierre Losserand            | UMP                         |
| 2015–                       | Jean-Paul Amoudry           | UDI                         |
| 2015–                       | Sylviane Rey                | DVD                         |